# Distretto di Batcėngėl
Il distretto di Batcėngėl è uno dei diciannove distretti (sum) in cui è suddivisa la provincia dell'Arhangaj, in Mongolia. Conta una popolazione di 3.846 abitanti (censimento 2009).